# Dorothy A. Atabong
Dorothy A. Atabong là một nữ diễn viên, nhà văn và nhà sản xuất từng đoạt giải thưởng nổi tiếng với Sound of Tears  mà cô đã giành được nhiều giải thưởng khác nhau, bao gồm cả Giải thưởng Học viện Điện ảnh Châu Phi năm 2015.

## Sự nghiệp
Atabong đã nhận được những đánh giá tích cực cho các tác phẩm sân khấu như Wedding Band, The Africa Trilogy  của Volcano Theatre, một phần của Luminato Arts Festival và Stratford Festival, The Canada Stage Company và Studio 180 sản xuất The Over Overming.
Atabong đã xuất bản một cuốn tiểu thuyết lãng mạn, The Princess of Kaya, vào năm 2002, sau đó cô chuyển thể thành kịch bản. Kịch bản phim dài của cô, Daisy's Heart, đã giành giải Kịch bản ngân sách thấp hay nhất tại Liên hoan phim mắt nữ 2011 ở Toronto. Cô cũng đã viết, sản xuất và đóng vai chính trong Sound of Tears, một bộ phim ngắn được công chiếu tại Liên hoan phim thế giới Montreal. Bộ phim đã giành giải thưởng Học viện điện ảnh châu Phi 2015 cho phim ngắn diaspora hay nhất  và cũng đã giành được giải Bạch kim tại Liên hoan phim WorldFest Houston lần thứ 48.
Xuất hiện trên truyền hình bao gồm loạt phim truyền hình từng đoạt giải thưởng Mayday, Ocean Landing (Phi công cướp biển) cho Kênh Discovery; Degrassi: Thế hệ tiếp theo và Dòng cho Mạng phim. Atabong cũng đóng vai chính trong Glo, một phần của Bộ ba Châu Phi  đạo diễn Josette Bushell-Mingo, và đã dẫn dắt một diễn viên 11 trong vai Julia trong vở kịch nổi tiếng Wedding Band của Alice Childress. Các vai trò khác bao gồm The Studio 180 và Công ty Sân khấu Canada sản xuất The Over Overming by JT Rogers, và sản xuất In Darfur của Nhà hát Awse Muraille cho SummerWorks, mà cô đã giành được Giải thưởng Nghệ sĩ mới nổi.

## Cá nhân
Atabong kết hôn năm 2008 và có hai con trai, một sinh năm 2011, còn lại vào năm 2015. Vào năm 2013, Atabong đã xuất hiện trên chương trình CBC Radio Metro với Matt Galloway để thảo luận về vấn đề bạo lực gia đình đối với phụ nữ và bộ phim Sound Of Tears cho Ngày Quốc gia Tưởng nhớ và Hành động về Bạo lực Chống Phụ nữ vào ngày 6 tháng 12 năm 2013.

## Điện ảnh và Sân khấu

### Phim ảnh
| Năm  | Tựa đề                    | Vai trò                      | Ghi chú                             |
| ---- | ------------------------- | ---------------------------- | ----------------------------------- |
| 2014 | Âm thanh của nước mắt     | Amina                        | Nhà sản xuất, nhà văn, giám đốc     |
| 2010 | Mơ                        | Amanda                       | Đồng sản xuất, trợ lý giám đốc số 1 |
| 2008 | Giá như                   | Mẹ                           |                                     |
| 2006 | Nancy yêu cô Brown        | Cô Brown                     | Liên hoan phim quốc tế Calgary      |
| 2006 | Đô la Vân                 | Bà. Lebbie                   |                                     |
| 2003 | Mutant Swinger từ sao Hỏa | Vũ công                      |                                     |
| 2002 | Một đêm                   | Sawudatu                     | Nhà sản xuất, nhà văn               |
| 2000 | Va chạm                   | Nhân viên tiếp tân khách sạn |                                     |

### Truyền hình
| Năm  | Chức vụ                                  | Vai trò              | Ghi chú                   |
| ---- | ---------------------------------------- | -------------------- | ------------------------- |
| 2012 | Degrassi: Thế hệ tiếp theo               | Y tá Olivia          | Tập: "Nói không phải vậy" |
| 2009 | <i id="mwsA">Dòng</i>                    | Bà. Douglas          | 2 tập                     |
| 2006 | Air khẩn cấp Mayday - Không tặc châu Phi | Tiếp viên hàng không | Tập: Hạ cánh đại dương    |
| 2001 | Màu xanh NYPD                            | Nữ phục vụ           | Tập: Cảnh sát và Cướp     |

### Rạp hát
| Năm  | Chức vụ                    | Vai trò        | Ghi chú                                      |
| ---- | -------------------------- | -------------- | -------------------------------------------- |
| 2010 | Áp đảo                     | Elise Kayitesi | Công ty sân khấu Canada, Toronto             |
| 2010 | Bộ ba châu Phi             | Lydia          | Nhà hát khiêu vũ Fleck Harbourfront, Toronto |
| 2008 | Ở Darfur                   | Hawa           | Nhà hát Passe Muraille                       |
| 2001 | Joe Turner's Come and Gone | Mattie         | Nhà hát trong công viên, thành phố New York  |
| 1999 | Thiên thần                 | Manon          | Nhà hát kịch Detroit                         |

## Giải thưởng
| Năm  | Giải thưởng                                | thể loại                                                         | Công việc | Kết quả |
| ---- | ------------------------------------------ | ---------------------------------------------------------------- | --- | ------- |
| 2008 | Giải thưởng nghệ sĩ mới nổi Summerworks    | Nữ diễn viên tốt nhất                                            | style="background: #99FF99; color: black; vertical-align: middle; text-align: center; " class="yes table-yes2"\|Đoạt giải |         |
| 2011 | Liên hoan phim mắt nữ                      | Kịch bản ngân sách thấp tốt nhất                                 | style="background: #99FF99; color: black; vertical-align: middle; text-align: center; " class="yes table-yes2"\|Đoạt giải |         |
| 2015 | Giải thưởng Học viện Điện ảnh Châu Phi     | Diaspora ngắn tốt nhất                                           | style="background: #99FF99; color: black; vertical-align: middle; text-align: center; " class="yes table-yes2"\|Đoạt giải |         |
| 2015 | Giải thưởng bạch kim WorldFest Houston     | Phim ngắn hay nhất                                               | style="background: #99FF99; color: black; vertical-align: middle; text-align: center; " class="yes table-yes2"\|Đoạt giải |         |
| 2015 | Liên hoan phim Pan Phi Los Angeles         | Phim ngắn hay nhất                                               | style="background: #FDD; color: black; vertical-align: middle; text-align: center; " class="no table-no2"\|Đề cử          |         |
| 2015 | Liên hoan phim Yorkton Golden Sheaf Awards | Đạo diễn xuất sắc nhất và Phim ngắn hành động trực tiếp hay nhất | style="background: #FDD; color: black; vertical-align: middle; text-align: center; " class="no table-no2"\|Đề cử          |         |